# نهر إيزيس
نهر إيزيس (بالإنجليزية Isis River): نهر يوجد في ولاية كوينزلاند، أستراليا، ينبع من شرق تشايلدرز Childers ثم يجري شرقاً ليجتمع مع نهر غريغوري Gregory .